# Vuelta Ciclista a la Argentina de 1999
Esta fue la quinta edición de una Vuelta Ciclista a la Argentina, luego de siete años desde la última carrera ciclista que recorría la Argentina, desde 1992 que se corrió la cuarta Vuelta a la República no se había realizado ninguna otra competencia ciclista en el país de tal magnitud.
La 1.ª edición de la Vuelta Ciclista a la Argentina se celebró entre el 23 de febrero y el 7 de marzo de 1999, con inicio en la ciudad de Mar del Plata (provincia de Buenos Aires) y final en La Rioja. El recorrido constó de un total de 11 etapas una con doble sector además de un prólogo cubriendo una distancia total de 1.676 km, pero por una protesta en la 4.a etapa esta se redujo en 100 kilómetros. Fue la primera carrera argentina que otorgó puntaje en el ranking mundial estando inscripta en el calendario de la Unión Ciclista Internacional (UCI), encuadrada como categoría 2.5.
La competencia la iniciaron 23 equipos con casi 150 corredores (11 equipos locales y 12 extranjeros).

## Etapas
| Etapa   | Fecha         | Recorrido             | km       | Ganador                                      | Líder                              |
| Prólogo | 23 de febrero | Mar del Plata         | 5 (CRI)  | Edgardo Simón (Keops)                        | Edgardo Simón (Keops)              |
| 1.ª     | 24 de febrero | Mar del Plata-Tandil  | 178      | Cezary Zamana (Mroz)                         | Cezary Zamana (Mroz)               |
| 2.ª     | 25 de febrero | Junín-Venado Tuerto   | 145      | Jacob Moe Rasmussen (Acceptcard Pro Cycling) | Martin Rittsel (Team Chicky World) |
| 3.ª     | 26 de febrero | Venado Tuerto-Rosario | 160      | Flavio Zandarin (Risso Scotti - Vinavil)     | Martin Rittsel (Team Chicky World) |
| 4.ª     | 27 de febrero | San Lorenzo-Paraná    | 85       | Marcin Gebka (Mroz)                          | Martin Rittsel (Team Chicky World) |
| 5.ª     | 28 de febrero | Córdoba-Córdoba       | 142      | Jan Karlsson (Acceptcard Pro Cycling)        | Raúl del Rosario Ruarte (Amarú)    |
| 6.ª     | 1 de marzo    | Córdoba-Mina Clavero  | 170      | Cezary Zamana (Mroz)                         | Martin Rittsel (Team Chicky World) |
| 7.ªa    | 2 de marzo    | Mina Clavero-Merlo    | 110      | Christian Gasperoni (Cantina Tollo)          | Martin Rittsel (Team Chicky World) |
| 7.ªb    | 2 de marzo    | Merlo                 | 26 (CRI) | Fabio Malberti (Risso Scotti-Vinavil)        | Martin Rittsel (Team Chicky World) |
| 8.ª     | 3 de marzo    | La Toma-San Luis      | 156      | Pedro Díaz Lobato (Fuenlabrada)              | Martin Rittsel (Team Chicky World) |
| 9.ª     | 4 de marzo    | La Paz-Mendoza        | 180      | Torsten Schmidt (Team Chicky World)          | Martin Rittsel (Team Chicky World) |
| 10.ª    | 6 de marzo    | Mendoza-San Juan      | 170      | Cristian Bianchini (Risso Scotti-Vinavil)    | Martin Rittsel (Team Chicky World) |
| 11.ª    | 7 de marzo    | Sanagasta-La Rioja    | 150      | Artur Babaitsev (Die Continentale-Olympia)   | Martin Rittsel (Team Chicky World) |

## Clasificaciones finales

### Clasificación individual
| Pos.       | Ciclista                  | Equipo                     | Tiempo           |
| ---------- | ------------------------- | -------------------------- | ---------------- |
| Malla Roja | Martin Rittsel            | Team Chicky World          | 34 h 36 min 48 s |
| 2.º        | Zbigniew Piątek           | Mroz                       | a 1 m 25 s       |
| 3.º        | José Antonio Garrido Lima | Sport Lisboa e Benfica     | a 4 m 59 s       |
| 4.º        | Cezary Zamana             | Mroz                       | a 7 m 11 s       |
| 5.º        | Lisandro Cruel            | Crush                      | a 7 m 13 s       |
| 6.º        | Fabio Oscar Placanica     | Keops                      | a 8 m 17 s       |
| 7.º        | Raul del Rosario Ruarte   | Amarú                      | a 9 m 22 s       |
| 8.º        | Fabio Malberti            | Riso Scotti - Vinavil      | a 12 m 42 s      |
| 9.º        | Artur Babaitsev           | Die Continentale - Olympia | a 15 m 08 s      |
| 10.º       | Steffen Kjærgaard         | Team Chicky World          | a 15 m 28 s      |